# 마쓰다이라촌
마쓰다이라촌(松平村)은 니가타현 히가시쿠비키군에 설치되었던 촌이다. 현재의 도카마치시에 해당한다.